# فهد المطيري (لاعب كرة قدم)
فهد سعود المطيري (مواليد 25 فبراير 1991) هو لاعب كرة قدم سعودي .
لعب سابقاً في نادي العربي و وقع مع نادي الخلود في عام 2017 و لكن تم فسخ عقده .